# Zubakine, Bahciîsarai
Zubakine (în ucraineană Зубакіне) este un sat în așezarea urbană Poștove din raionul Bahciîsarai, Republica Autonomă Crimeea, Ucraina.

## Demografie
Componența lingvistică a localității Zubakine
     Rusă (66,21%)
     Tătară crimeeană (28,97%)
     Ucraineană (4,14%)
     Alte limbi (0,69%)
Conform recensământului din 2001, majoritatea populației localității Zubakine era vorbitoare de rusă (66,21%), existând în minoritate și vorbitori de tătară crimeeană (28,97%) și ucraineană (4,14%).